# Albert Helman

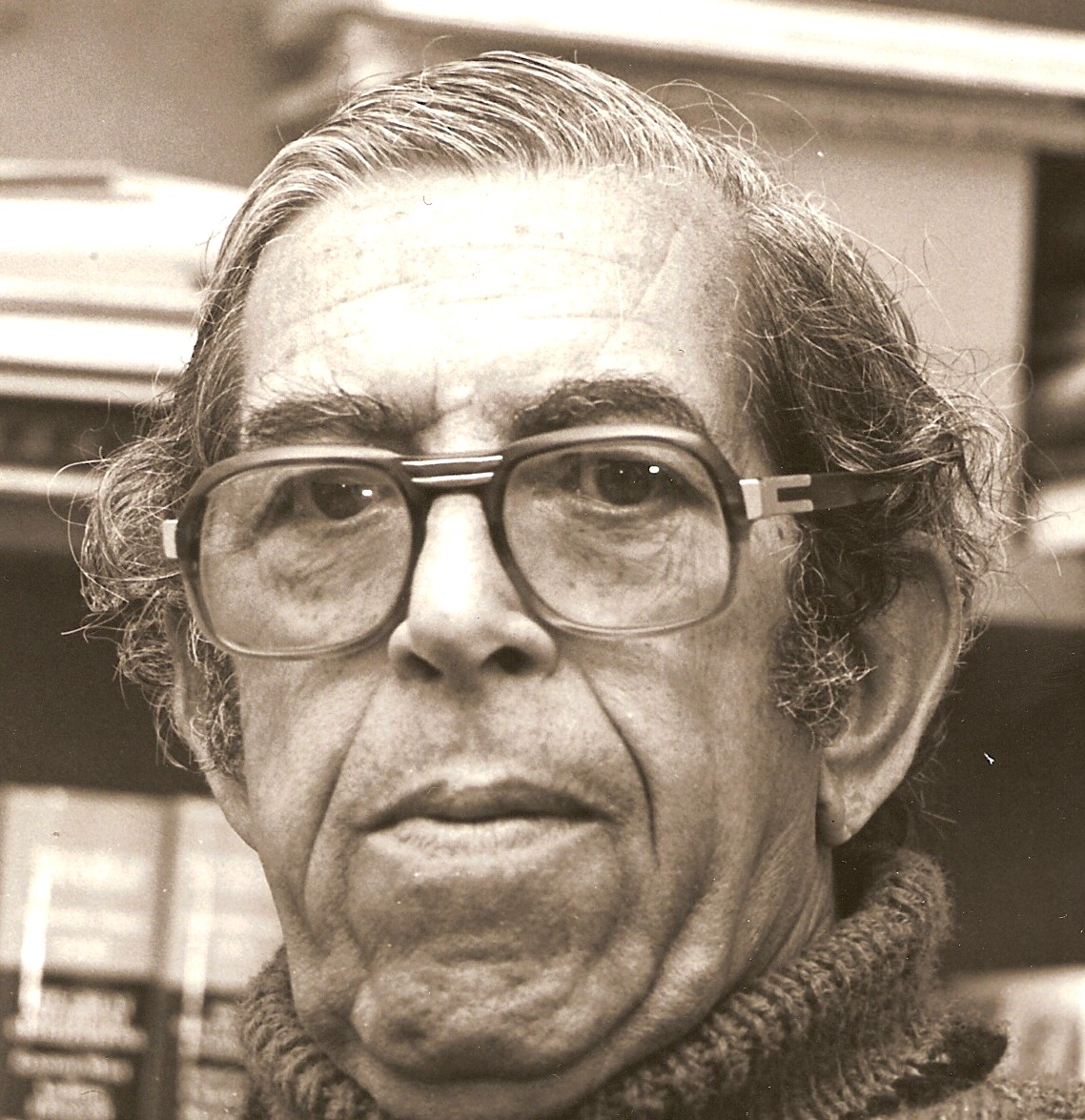
Albert Helman

Albert Helman, Pseudonym von Lodewijk (Lou) Alphonsus Maria Lichtveld (* 7. November 1903 in Paramaribo; † 10. Juli 1996 in Amsterdam), war ein niederländisch-surinamischer Schriftsteller und Komponist.

## Leben und Werk
Lodewijk (Lou) Lichtveld, der später unter seinem Pseudonym Albert Helman bekannt wurde, stammte aus der farbigen Elite von Suriname. Er kam aus einer Familie mit deutschen, niederländischen, kreolischen und einheimischen Wurzeln.
Im Alter von zwölf Jahren kam er in die Niederlande, um am Internat Rolduc in Kerkrade zum Priester ausgebildet zu werden. Diese Ausbildung beendete er bereits nach kurzer Zeit und kehrte nach Suriname zurück. Auf der Paulus-Schule in Paramaribo machte er die Mittlere Reife und absolvierte anschließend ein Musikstudium. Hiernach war er als Organist und Komponist tätig.
Im Jahre 1922 ging er erneut in die Niederlande, um eine Lehrerausbildung zu beginnen und sein Musikstudium fortzusetzen. Nach seinem Studium war er zunächst als Organist in Amsterdam und später als Journalist tätig.
Sein erstes Werk in Buchform erschien 1923. Es war ein Gedichtband mit dem Titel De glorende dag [Der anbrechende Tag], der noch unter dem Namen Lodewijk Lichtveld veröffentlicht wurde. Das Pseudonym Albert Helman benutzte er zum ersten Mal 1926 bei seinem Debütroman Zuid-Zuid-West. Hierin stehen seine Erinnerungen an sein Geburtsland und die Ausbeutung von Suriname durch den niederländischen Kolonisator zentral. Es folgten viele weitere Romane, Essays und Gedichte. Außerdem war er als Bühnenautor und als Übersetzer ausländischer Literatur ins Niederländische tätig. Sein musikalisches Werken zeigte sich in dem Stummfilm Regen (1929) von Joris Ivens, der 1932 als Tonversion mit einer von Helman komponierten Filmmusik erschien.

### Spanien
Im Jahre 1932 zog Helman nach Spanien. Hier kämpfte er an der Seite der Republikaner im Spanischen Bürgerkrieg gegen die Putschisten unter General Franco. Für die Zeitungen NRC Handelsblad und De Groene Amsterdammer verfasste er Artikel über den Bürgerkrieg. Nach dem Sieg Francos flüchtete Helman 1938 zunächst nach Nordafrika, von dort aus nach Mexiko und kehrte 1939 schließlich in die Niederlande zurück.

### Widerstand
In den Niederlanden beschäftigte ihn vor allem das Los der aus Deutschland geflüchteten Juden. Im Auftrag vom Komitee für Bijzondere Joodse Belangen [Besondere Jüdische Angelegenheiten] schrieb er 1940 das Buch Millioenen-leed: de tragedie der joodse vluchtelingen [Millionen-Leid: die Tragödie der jüdischen Flüchtlinge].
Helman ging nach dem deutschen Einmarsch in die Niederlande im Mai 1940 in den Untergrund, da er als bekannter Antifaschist nicht mehr länger in der Öffentlichkeit auftreten konnte. Im Widerstand war er als Fälscher von Personaldokumenten und als Verfasser von Widerstandsparolen aktiv. Außerdem schrieb er für das illegale Blatt Vrije Kunstenaar [Freier Künstler]. Während der Besatzung schrieb er unter den Pseudonymen Joost van den Vondel, Friedrich W. Nietzsche, Hypertonides und Nico Slob. Darüber hinaus war er Mitglied im Grote Raad van de Illegaliteit.

### Öffentliche Ämter

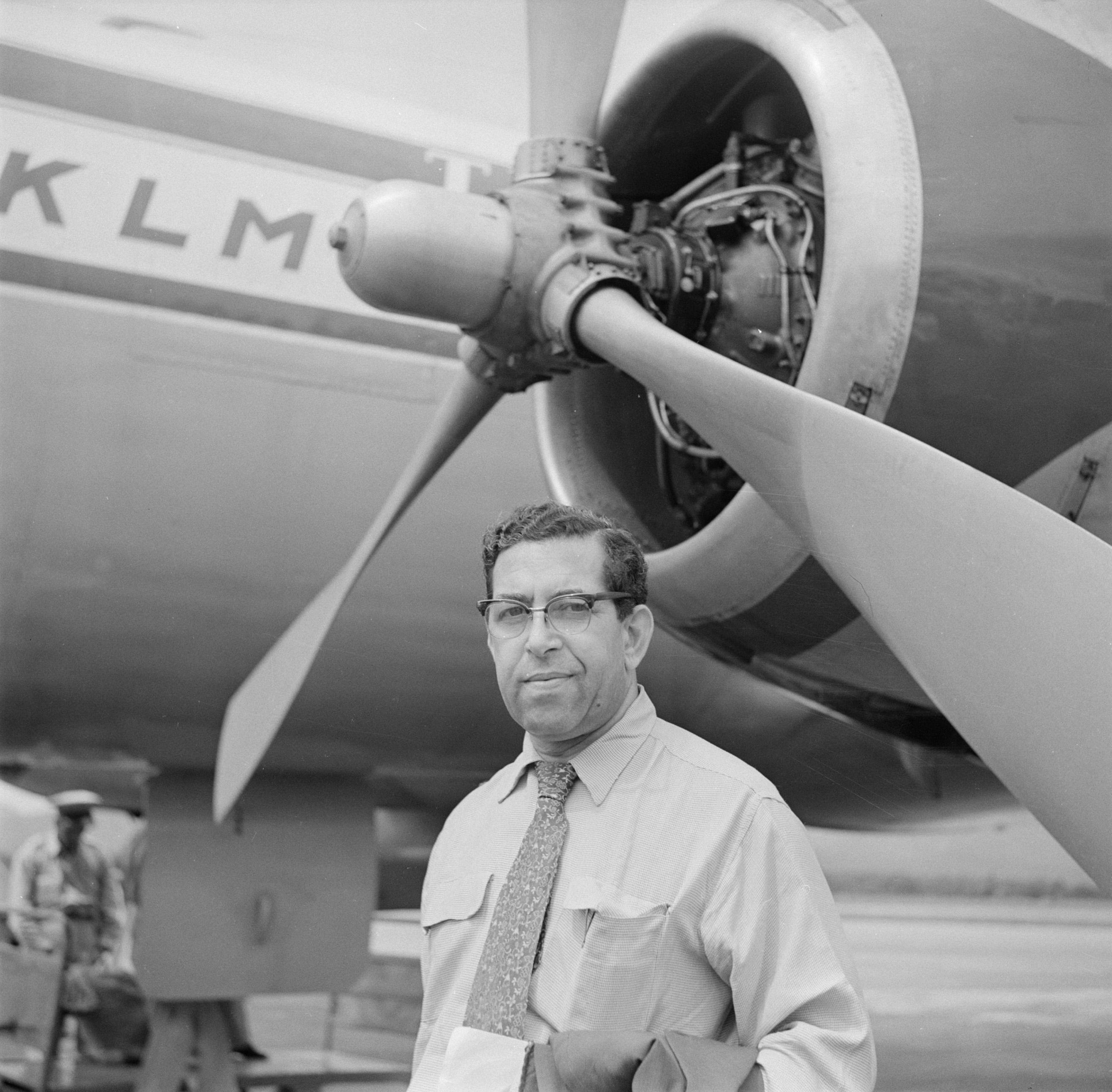
Helman (1955)

Im Jahre 1949 kehrte Helman in sein Geburtsland Suriname zurück, wo er bis 1951 Minister für Bildung und Volksentwicklung sowie Gesundheitsminister war. Nach seinem Rücktritt als Minister bekleidete er noch verschiedene andere Ämter. So war er Vorsitzender des Rechnungshofes von Suriname und Direktor vom Büro Volkslektüre. Im Jahre 1961 wurde er an die Niederländische Botschaft in Washington berufen. Hier gehörte er zur Delegation des Königreiches bei den Vereinten Nationen, die sich speziell mit der Wahrnehmung surinamischer Interessen beschäftigte.
Nach seiner Pensionierung ließ er sich auf Tobago in der Karibik nieder, später in Airole, Italien und schließlich in Amsterdam-Buitenveldert, wo er im Alter von 92 Jahren starb.

## Auszeichnungen
- 1953 Vijverbergprijs für den in Suriname spielenden Roman De Laaiende Stilte. Deutsche Übersetzung mit dem Titel: Glühende Stille, Ex Libris, Zürich 1955.
- 1962 Ehrendoktortitel in der Sprachwissenschaft von der Universität von Amsterdam.

## Bibliografie (Auswahl)

### Werke

#### Musikalische Kompositionen
- Oratorium Cancio mistica, für Sopran, Bariton, gemischten Chor und großes Orchester (1929)
- Concertino für Klavier und Orchester (1932)
- Musik für den Film Regen von Joris Ivens (1929)
- Musik für den Film Philips-Radio von Joris Ivens (1930)

Ein ausführliches Werkverzeichnis findet sich bei Tobias Bröker.

### Literarische Übersetzungen
- Brood, 1940

### Sekundärliteratur
- Jan van Donselaar: Het prachtige binnenland? - het beruchte oerwoud: Albert Helman over de natuur, in: Zeitschrift OSO 1995, 14(1), S. 53–65.
- Kees van Doorne: Dyeme fu Sranan: Albert Helmans Sranan-poëzie, in: Zeitschrift OSO 1995, 14(1): S. 43–53.
- Michiel van Kempen: 'Albert Helman'. In: Kritisch Lexicon van de Moderne Nederlandstalige Literatuur, afl. 71, november 1988 (mit ausführlicher Bibliografie zu primärer und sekundärer Literatur).
- Michiel van Kempen: De creatieve contestatie van een gladde aap: 'Mijn aap lacht' van Albert Helman, in: OSO 1995, 14(1), S. 8–22.
- Michiel van Kempen: Een geschiedenis van de Surinaamse literatuur. De Geus, Breda 2003 (2 Teile).
- Michiel van Kempen: Rusteloos en overal; het leven van Albert Helman. In de Knipscheer, Haarlem 2016, ISBN 978-90-6265-925-8.
- Wilfred Lionarons: Heimwee en Helman, in: Zeitschrift OSO 1995 14(1), S. 65–71.
- Frank Martinus: Albert Helman, de eenzame jager. Cahier van het Instituut voor de Opleiding van Leraren, Paramaribo 1977.
- Hilda van Neck-Yoder: Colonialism and the Author: Albert Helman's ‚Hoofden van de Oayapok!’, in: Zeitschrift OSO 1988, 7(1), S. 21–30.
- Hans Ramsoedh: Albert Helman: Een inleiding, in: Zeitschrift OSO 1995, 14(1), S. 5–8.
- Hans Ramsoedh: Helmans politieke kruistochten, in: Zeitschrift OSO 1995, 14(1), S. 22–37.
- Hans Ramsoedh: In memoriam Albert Helman, in: Zeitschrift OSO 1996, 15(2), S. 202–205.
- G.W. Rutgers: De Indiaan in Albert Helman, in: Zeitschrift OSO 1993, 12(2), S. 161–167.
- Tony van Verre ontmoet Albert Helman. Uit het leven van een dwarsliggende indiaan. De Gooise Uitgeverij, Bussum 1980.
- Henk Waltmans: Over Albert Helman als katholieke jongere, in: Zeitschrift OSO 1998, 17(2), S. 169–180.